# Olle Hansson
Pour les articles homonymes, voir Hansson.
Olle Hansson (1904 - janvier 1991) est un ancien fondeur suédois.

## Championnats du monde
- Championnats du monde de ski nordique 1929 à Zakopane 
  -  Médaille de bronze sur 50 km.